# Бернацький Андрій Євгенович
Андрі́й Євге́нович Берна́цький (нар. 4 вересня 1975 — пом. 16 жовтня 2014) — старший лейтенант Збройних сил України, учасник російсько-української війни.

## Життєпис
Народився 1975 року в місті Львів. Закінчив ЗОШ № 54 міста Львова, Дніпропетровський державний технічний університет залізничного транспорту, економічний факультет Дніпропетровського національного університету.
Проживав у Дніпропетровську. Активний учасник дніпропетровського Євромайдану. З початком війни доброволець, від червня перебував на передовій. Старший лейтенант, заступник командира інженерно-саперного взводу 3-ї батальйонно-тактичної групи, 93-тя окрема механізована бригада.
16 жовтня 2014 року бійці потрапили у засідку під час розвідки на бойовому завданні поблизу села Михайлівка — в складі міста Горлівка. Андрій, прикриваючи товаришів, загинув від кулі снайпера — влучила у серце між пластинами бронежилету.
У Львові залишились батьки Андрія, в Дніпропетровську — дружина та донька 2002 р.н.
Похований в місті Дніпропетровськ, Краснопільське кладовище, Алея слави.

## Нагороди та вшанування
За особисту мужність і героїзм, виявлені у захисті державного суверенітету та територіальної цілісності України, вірність військовій присязі під час російсько-української війни, відзначений — нагороджений
- 17 липня 2015 року — орденом Богдана Хмельницького III ступеня (посмертно)[1]
- Його портрет розміщений на меморіалі «Стіна пам'яті полеглих за Україну» у Києві: секція 4, ряд 5, місце 28